# (3807) Pagels
(3807) Pagels es un asteroide perteneciente al cinturón de asteroides, descubierto el 26 de septiembre de 1981 por Brian A. Skiff y el también astrónomo Norman G. Thomas desde la Estación Anderson Mesa (condado de Coconino, cerca de Flagstaff, Arizona, Estados Unidos).

## Designación y nombre
Designado provisionalmente como 1981 SE1. Fue nombrado Pagels en honor al físico estadounidense Heinz Pagels.